# Kinoshita Jun’an

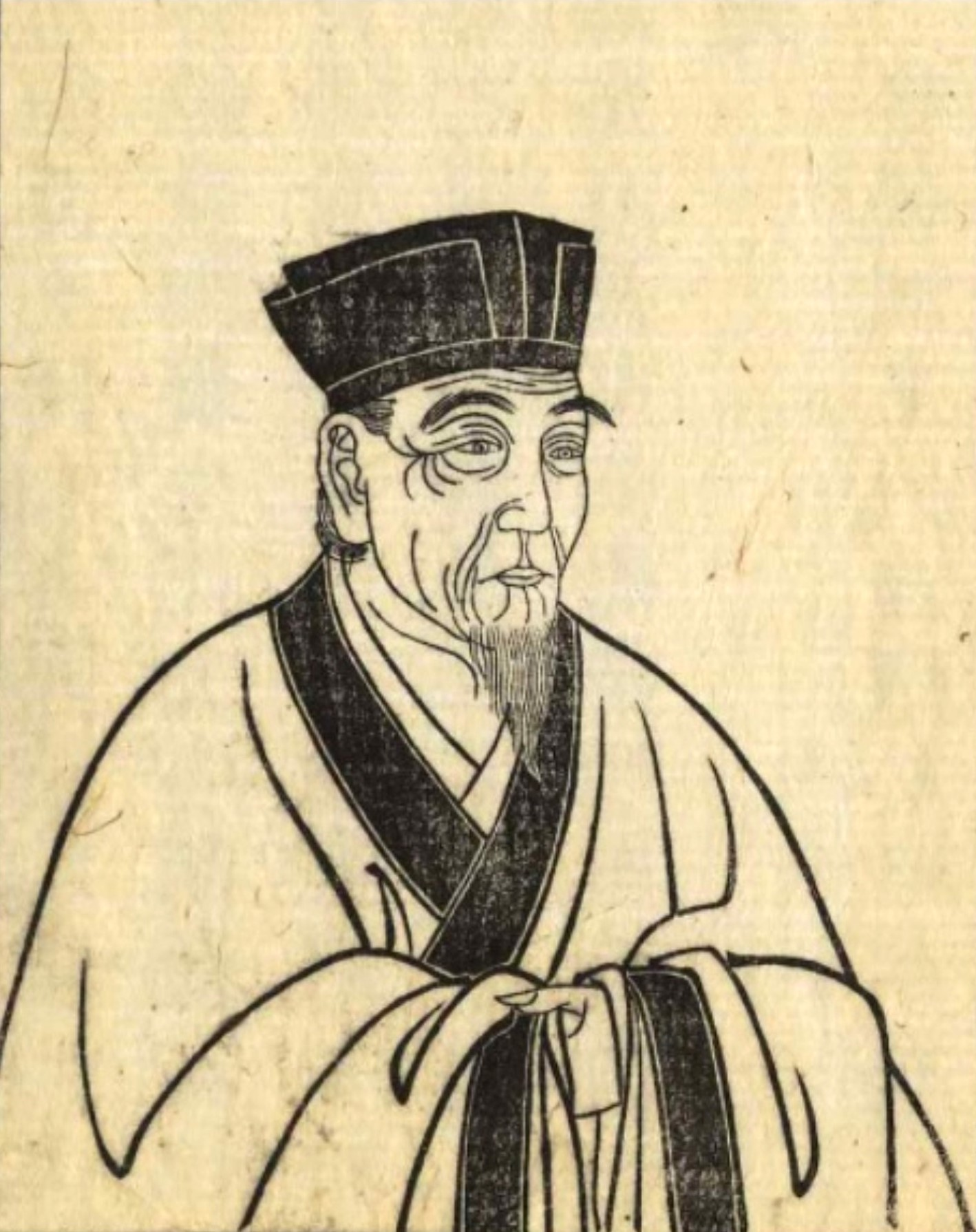
Kinoshita Jun’an

Kinoshita Jun’an (japanisch 木下 順庵, eigentlicher Name: Kinoshita Sadamasa (木下 貞幹), weiterer Gelehrtenname: 錦里; geboren 22. Juli 1621 in Kyōto; gestorben 23. Januar 1699 in Edo) war ein japanischer Konfuzianist der frühen Edo-Zeit, der den Neo-Konfuzianismus des Zhu Xi lehrte.

## Leben und Werk
Kinoshita studierte unter dem Konfuzianisten Matsunaga Sekigo (1592–1657), seinerseits ein Schüler von Fujiwara Seika. Nach einem kurzen Aufenthalt in Edo kehrte er nach Kyōto zurück, wo er die nächsten zwanzig Jahre wirkte. Dann wurde er nach Kanazawa eingeladen und nahm seine Arbeit unter Maeda Tsunari, dem Fürsten des Maeda-Klan, auf.
1682 wurde er vom Shogunat als Lehrer des Konfuzianismus und als Privatlehrer des Shōguns Tokugawa Tsunayoshi eingestellt. Zu seine Werken zählt das Kinri bunshū (錦里文集; 10 Bände).
Kinoshitas bedeutendste zehn Schüler, die Mokumon Jittetsu (木門十哲), sind:
1. Sakakibara Kōshū (榊原 篁洲; 1656–1706), wirkte in Wakayama,
2. Arai Hakuseki (1657–1725), Berater des Shōgun Tokugawa Ienobu,
3. Nambu Nanzan (南部 南山; 1658–1712), wirkte in Toyama bei einem Zweig des Maeda-Klan,
4. Muro Kyūsō (室 鳩巣; 1658–1734), diente erst bei den Maeda in Kanazawa, dann dem Shōgun Tokugawa Yoshimune,
5. Amanomori Hōshū (雨森 芳洲; 1668–1755), arbeitete für den Daimyō von Tsushima,
6. Miyake Kanran (三宅 観瀾; 1674–1728), arbeitete mit an Tokugawa Mitsukunis Geschichtswerk Dai Nihon-shi,
7. Hattori Kansai (服部 寛斎; 1675–1721), arbeite für Tokugawa Ienobu,
8. Matsuura Kashō (松浦 霞沼; 1676–1728), arbeitete wie Amanomori Tsushima,
9. Gion Nankai (1676–1751), wirkte wie Sakakibara in Wakayama,
10. Mukai Sōshū (向井 滄洲; 1666–1731).